# Elderson Echiéjilé
Elderson Uwa Echiéjilé (Benin City, 20 gennaio 1988) è un ex calciatore nigeriano, di ruolo difensore.

## Carriera

### Club

#### Inizi
Proveniente dalle giovanili del Pepsi FA (fino al 2001) e del Wikki Tourists (dal 2001 al 2004) nel ruolo di attaccante, passa nel 2004 al Bendel Insurance, dove ci rimane per tre anni.

#### Stade Rennais
Il 1º agosto 2007 passa al Rennes, squadra militante nella massima serie francese. La prima stagione nei Les Rouges et Noirs trova pochi spazi in prima squadra, facendo quattro apparizioni, la prima il 23 dicembre 2007, nella partita pareggiata 0-0 contro il Tolosa. Il 13 gennaio 2008 subisce la sua prima ammonizione in maglia rossonera e in Ligue 1, nella partita casalinga vinta 3-1 contro il Marsiglia. Nelle altre due stagioni non è mai riuscito ad imporsi come un titolare fisso del club, rimanendo spesso in panchine e, soprattutto la stagione 2009-2010, in tribuna. Il 18 settembre 2008 debutta in Coppa UEFA, subentrando all'85' a Sylvain Wiltord nella vittoria per 2-1 agli olandesi del Twente. Sempre nella stagione 2008-2009 debutta in Coppa Intertoto, nella partita vinta 10-9 ai calci di rigore contro il Tavriya, subentrando al 90' a Guillaume Borne.
L'ultima stagione ai rossoneri non trova spazio nemmeno nelle riserve, giocando una sola partita: la vittoria per 2-1 nel quarto turno di Coupe de la Ligue contro il Sochaux. Complessivamente, con il Rennes gioca 28 partite in tre stagioni.

#### Braga
Il 16 giugno 2010 firma un contratto quadriennale con lo Sporting Braga, squadra militante nella massima serie portoghese. Debutta con la nuova casacca il 28 luglio 2010, in occasione dell'andata del terzo turno di Champions League contro il Celtic, dove centra la sua prima rete con i Arsenalistas. Nella partita di ritorno, avvenuta il 4 agosto 2010, viene ammonito per la prima volta con i portoghesi. Il 13 agosto 2010 debutta nella Primeira Liga contro il Portimonense, partita vinta 3-1. Nel girone di Champions League la squadra portoghese conclude al terzo posto, accontentandosi della partecipazione in Europa League, dove debutta il 24 febbraio 2011, nella partita vinta 2-0 contro i polacchi del Lech Poznań. La prima stagione con i portoghesi si conclude con un quarto posto in campionato, quindi qualificato al Turno di Play-off di Europa League della prossima stagione. Inoltre in Europa League arriva in finale, persa contro il Porto, dove il terzino nigeriano rimane in panchina.
Nella stagione 2011-2012 si conferma uno dei titolari della squadra, giocando 40 partite. Debutta il 18 agosto 2011, in occasione dei preliminari di andata dell'Europa League contro il Young Boys (0-0), subentrando al 23' a Emmanuel Imorou. Segna il suo primo gol stagionale il 21 agosto, nella partita vinta 2-0 contro i funchalensi del Marítimo. Il 20 ottobre 2011 segna la sua prima rete in una competizione europea, nella partita pareggiata 1-1 contro il Maribor. La seconda stagione si conclude con il terzo posto in campionato, qualificandosi in Champions League per la prossima stagione, e la semifinale della coppa di lega, persa contro Gil Vicente. Le ultime due stagioni al Braga trova poco spazio, rimanendo spesso in panchina a favore di Ismaily (2012-2013) e di Joãozinho (2013-2014). Complessivamente con la squadra portoghese gioca 106 partite e segna 8 gol.

#### Monaco
Il 17 gennaio 2014 firma un contratto che lo legherà fino al 2016 al Monaco, squadra militante nella massima serie francese. Il debutto con i Le Rouge et Blanc avviene il 22 gennaio 2014, in occasione del secondo turno della Coupe de France contro il Monts d Or Azergues Foot, partita vinta 3-0. Il 23 marzo 2014, nella partita pareggiata 1-1 contro il Lilla, viene ammonito per la prima volta in maglia rossobianca. A fine stagione il club del principato arriva seconda in campionato, qualificandosi in Champions League dopo un decennio, e raggiunge la semifinale della coppa nazionale, persa per 3-1 contro il Guingamp.
La stagione 2014-2015 inizia con l'approdo del tecnico portoghese Leonardo Jardim, che subentra al tecnico italiano Claudio Ranieri. Il debutto stagionale avviene il 17 agosto 2014, nella sconfitta per 4-1 contro il Bordeaux. Segna il suo primo gol nella nuova casacca il 31 ottobre 2014, nella partita pareggiata 1-1 contro lo Stade Reims. Debutta in Champions League con i rossobianchi il 26 novembre 2014, nella partita vinta di misura contro il Bayer Leverkusen. Il 2 dicembre 2014, nella partita vinta 2-0 contro il Lens, subisce un fallo che lo costringe a uscire agli ultimi minuti della partita e a rimanere in panchina per tre settimane.
Prestito allo Standard Liegi
Il 31 agosto 2016, dopo esser finito addirittura fuori rosa con il club monegasco, verrà girato in prestito da 250.000 euro in Belgio, allo Standard Liegi. Sarà un ennesimo passaggio a vuoto da parte del calciatore nigeriano che, in una stagione con il club, scenderà in campo per sole 6 volte.
Il 16 gennaio 2017, il prestito sarà interrotto, tornando al Monaco.
Prestito allo Sporting Gijón
Il 31 gennaio 2017, il club monegasco lo rigirerà in prestito, questa volta direttamente in Spagna, allo Sporting Gijon, allora militante nella Segunda División. Anche questo prestito, però, si rivelerà totalmente fallimentare, perché il difensore nigeriano scenderà in campo per sole 3 volte in 6 mesi, comunque segnando un gol.
Il 30 giugno 2017, scadrà il suo prestito annuale, ritornando per la seconda volta al Monaco.
Prestito al Sivasspor
Il 7 luglio 2017, partirà nuovamente in prestito, finendo confinato in Turchia, accordandosi con il Sivasspor, club della Süper Lig, massima serie del campionato turco. Il calciatore nigeriano, anche qui, farà fatica a trovare posto nelle gerarchie del club, giocando solo 7 partite senza mai andare a segno.
Il 30 gennaio 2018, il club turco interromperà il prestito del giocatore, facendolo ritornare alla base.
Prestito al Cercle Bruges
Il 31 gennaio 2018, il giocatore partirà nuovamente per un altro prestito, questa volta, in Belgio, accasandosi al Cercle Bruges. Il calciatore nigeriano, continuerà a deludere le aspettative, viste anche le sue condizioni fisiche che non sono al massimo: Infatti, totalizzerà solamente 2 presenze in 5 mesi.
Il 30 giugno 2018, tornerà di nuovo al Monaco data la scadenza del prestito semestrale e il giorno dopo, il 1⁰ luglio 2018, il club monegasco annuncerà finalmente la rescissione consensuale del contratto del calciatore nigeriano.
HJK e ritiro
Il 9 marzo 2019, dopo 9 mesi senza squadra, si accorda con i finlandesi dell'HJK, con un contratto valido fino al termine della stagione. Durante la sua permanenza nel club, totalizzerà 5 presenze segnando addirittura 2 reti.
Il 28 giugno 2019, dopo aver rescisso con il club, si ritira ufficialmente dal calcio giocato.

### Nazionale
Debutta con la Nazionale nel 2009. Nel 2013 ha vinto la Coppa d'Africa in Sudafrica e ha partecipato alla Confederations Cup in Brasile. Nell'ambito di questa manifestazione, il 17 giugno 2013 segna un gol contro Tahiti. Nell'amichevole pre-mondiale contro la Grecia, ha subito una lesione al ginocchio, che non gli permetterà di partecipale al Mondiale 2014.

## Statistiche

### Presenze e reti nei club
Statistiche aggiornate al 23 febbraio 2014.
| Stagione             | Squadra              | Campionato           | Campionato | Campionato | Coppe nazionali | Coppe nazionali | Coppe nazionali | Coppe continentali | Coppe continentali | Coppe continentali | Altre coppe | Altre coppe | Altre coppe | Totale | Totale |
| Stagione             | Squadra              | Comp                 | Pres       | Reti       | Comp            | Pres            | Reti            | Comp               | Pres               | Reti               | Comp        | Pres        | Reti        | Pres   | Reti   |
| -------------------- | -------------------- | -------------------- | ---------- | ---------- | --------------- | --------------- | --------------- | ------------------ | ------------------ | ------------------ | ----------- | ----------- | ----------- | ------ | ------ |
| 2007-2008            | Stade Rennais        | L1                   | 4          | 0          | -               | -               | -               | -                  | -                  | -                  | -           | -           | -           | 4      | 0      |
| 2008-2009            | Stade Rennais        | L1                   | 15         | 0          | CF+CL           | 4+2             | 0               | CU                 | 1                  | 0                  | CI          | 1           | 0           | 4      | 0      |
| 2009-2010            | Stade Rennais        | L1                   | 0          | 0          | CF+CL           | 0+1             | 0               | -                  | -                  | -                  | -           | -           | -           | 1      | 0      |
| Totale Stade Rennais | Totale Stade Rennais | Totale Stade Rennais | 19         | 0          |                 | 7               | 0               |                    | 1                  | 0                  |             | 1           | 0           | 28     | 0      |
| 2010-2011            | Braga                | PL                   | 20         | 0          | TL              | 2               | 0               | UCL+UEL            | 7+1                | 1+0                | -           | -           | -           | 30     | 1      |
| 2011-2012            | Braga                | PL                   | 26         | 4          | TL+TP           | 4+1             | 0+0             | UEL                | 9                  | 2                  | -           | -           | -           | 40     | 6      |
| 2012-2013            | Braga                | PL+SL                | 18+1       | 1+0        | TL+TP           | 2+0             | 0+0             | UCL                | 3                  | 0                  | -           | -           | -           | 24     | 1      |
| 2013-2014            | Braga                | PL                   | 9          | 0          | TL+TP           | 1+2             | 0+0             | -                  | -                  | -                  | -           | -           | -           | 12     | 0      |
| Totale Braga         | Totale Braga         | Totale Braga         | 74         | 5          |                 | 12              | 0               |                    | 20                 | 3                  |             | -           | -           | 106    | 8      |
| 2013-2014            | Monaco               | L1                   | 12         | 1          | CF              | 4               | 0               | -                  | -                  | -                  | -           | -           | -           | 7      | 0      |
| 2014-2015            | Monaco               | L1                   | 10         | 1          | CL+CF           | 1+3             | 0               | UCL                | 1                  | 0                  | -           | -           | -           | 15     | 1      |
| Totale Monaco        | Totale Monaco        | Totale Monaco        | 15         | 1          |                 | 6               | 0               |                    | 1                  | 0                  |             | -           | -           | 22     | 1      |
| Totale carriera      | Totale carriera      | Totale carriera      | 108        | 6          |                 | 25              | 0               |                    | 22                 | 4                  |             | 1           | 0           | 156    | 9      |

### Cronologia delle presenze e reti in nazionale

#### Nigeria Under-20
| Cronologia completa delle presenze e delle reti in nazionale ― Nigeria under 20 | Cronologia completa delle presenze e delle reti in nazionale ― Nigeria under 20 | Cronologia completa delle presenze e delle reti in nazionale ― Nigeria under 20 | Cronologia completa delle presenze e delle reti in nazionale ― Nigeria under 20 | Cronologia completa delle presenze e delle reti in nazionale ― Nigeria under 20 | Cronologia completa delle presenze e delle reti in nazionale ― Nigeria under 20 | Cronologia completa delle presenze e delle reti in nazionale ― Nigeria under 20 | Cronologia completa delle presenze e delle reti in nazionale ― Nigeria under 20 |
| Data                                                                            | Città                                                                           | In casa                                                                         | Risultato                                                                       | Ospiti                                                                          | Competizione                                                                    | Reti                                                                            | Note                                                                            |
| ------------------------------------------------------------------------------- | ------------------------------------------------------------------------------- | ------------------------------------------------------------------------------- | ------------------------------------------------------------------------------- | ------------------------------------------------------------------------------- | ------------------------------------------------------------------------------- | ------------------------------------------------------------------------------- | ------------------------------------------------------------------------------- |
| 1-7-2007                                                                        | Victoria                                                                        | Nigeria under 20                                                                | 1 – 0                                                                           | Costa Rica under 20                                                             | Mondiali Under-20 2007                                                          | -                                                                               |                                                                                 |
| 4-7-2007                                                                        | Victoria                                                                        | Scozia under 20                                                                 | 0 – 2                                                                           | Nigeria under 20                                                                | Mondiali Under-20 2007                                                          | -                                                                               |                                                                                 |
| 7-7-2007                                                                        | Victoria                                                                        | Giappone under 20                                                               | 0 – 0                                                                           | Nigeria under 20                                                                | Mondiali Under-20 2007                                                          | -                                                                               |                                                                                 |
| 12-7-2007                                                                       | Ottawa                                                                          | Zambia under 20                                                                 | 1 – 2                                                                           | Nigeria under 20                                                                | Mondiali Under-20 2007                                                          | 1                                                                               |                                                                                 |
| 15-7-2007                                                                       | Stadio Olimpico di Montréal                                                     | Cile under 20                                                                   | 4 – 0                                                                           | Nigeria under 20                                                                | Mondiali Under-20 2007                                                          | -                                                                               |                                                                                 |
| Totale                                                                          |                                                                                 | Presenze                                                                        | 5                                                                               |                                                                                 | Reti                                                                            | 1                                                                               |                                                                                 |

#### Nigeria
| Cronologia completa delle presenze e delle reti in nazionale ― Nigeria | Cronologia completa delle presenze e delle reti in nazionale ― Nigeria | Cronologia completa delle presenze e delle reti in nazionale ― Nigeria | Cronologia completa delle presenze e delle reti in nazionale ― Nigeria | Cronologia completa delle presenze e delle reti in nazionale ― Nigeria | Cronologia completa delle presenze e delle reti in nazionale ― Nigeria | Cronologia completa delle presenze e delle reti in nazionale ― Nigeria | Cronologia completa delle presenze e delle reti in nazionale ― Nigeria |
| Data                                                                   | Città                                                                  | In casa                                                                | Risultato                                                              | Ospiti                                                                 | Competizione                                                           | Reti                                                                   | Note                                                                   |
| ---------------------------------------------------------------------- | ---------------------------------------------------------------------- | ---------------------------------------------------------------------- | ---------------------------------------------------------------------- | ---------------------------------------------------------------------- | ---------------------------------------------------------------------- | ---------------------------------------------------------------------- | ---------------------------------------------------------------------- |
| 2-6-2009                                                               | Saint-Étienne                                                          | Francia                                                                | 0 – 1                                                                  | Nigeria                                                                | Amichevole                                                             | -                                                                      |                                                                        |
| 7-6-2009                                                               | Abuja                                                                  | Nigeria                                                                | 3 – 0                                                                  | Kenya                                                                  | Qual. Mondiali 2010                                                    | -                                                                      | 49’                                                                    |
| 11-10-2009                                                             | Abuja                                                                  | Nigeria                                                                | 1 – 0                                                                  | Mozambico                                                              | Qual. Mondiali 2010                                                    | -                                                                      |                                                                        |
| 14-11-2009                                                             | Nairobi                                                                | Kenya                                                                  | 2 – 3                                                                  | Nigeria                                                                | Qual. Mondiali 2010                                                    | -                                                                      | 14’                                                                    |
| 6-1-2010                                                               | Benguela                                                               | Zambia                                                                 | 0 – 0                                                                  | Nigeria                                                                | Amichevole                                                             | -                                                                      | Ingresso                                                               |
| 16-1-2010                                                              | Benguela                                                               | Nigeria                                                                | 1 – 0                                                                  | Benin                                                                  | Coppa d'Africa 2010 - 1º turno                                         | -                                                                      | 86’                                                                    |
| 20-1-2010                                                              | Lubango                                                                | Nigeria                                                                | 3 – 0                                                                  | Mozambico                                                              | Coppa d'Africa 2010 - 1º turno                                         | -                                                                      |                                                                        |
| 25-1-2010                                                              | Lubango                                                                | Zambia                                                                 | 0 – 0 dts (4 – 5 dtr)                                                  | Nigeria                                                                | Coppa d'Africa 2010 - Quarti di finale                                 | -                                                                      |                                                                        |
| 28-1-2010                                                              | Luanda                                                                 | Ghana                                                                  | 1 – 0                                                                  | Nigeria                                                                | Coppa d'Africa 2010 - Semifinale                                       | -                                                                      |                                                                        |
| 3-3-2010                                                               | Abuja                                                                  | Nigeria                                                                | 5 – 2                                                                  | RD del Congo                                                           | Amichevole                                                             | -                                                                      |                                                                        |
| 25-5-2010                                                              | Wattens                                                                | Nigeria                                                                | 0 – 0                                                                  | Arabia Saudita                                                         | Amichevole                                                             | -                                                                      |                                                                        |
| 17-6-2010                                                              | Bloemfontein                                                           | Grecia                                                                 | 2 – 1                                                                  | Nigeria                                                                | Mondiali 2010 - 1º turno                                               | -                                                                      | 55’ 77’                                                                |
| 22-6-2010                                                              | Durban                                                                 | Nigeria                                                                | 2 – 2                                                                  | Corea del Sud                                                          | Mondiali 2010 - 1º turno                                               | -                                                                      | 46’                                                                    |
| 4-9-2011                                                               | Antananarivo                                                           | Madagascar                                                             | 0 – 2                                                                  | Nigeria                                                                | Qual. Coppa d'Africa 2012                                              | -                                                                      |                                                                        |
| 6-9-2011                                                               | Dacca                                                                  | Argentina                                                              | 3 – 1                                                                  | Nigeria                                                                | Amichevole                                                             | -1                                                                     |                                                                        |
| 12-11-2011                                                             | Abuja                                                                  | Nigeria                                                                | 0 – 0                                                                  | Botswana                                                               | Amichevole                                                             | -                                                                      | Ingresso                                                               |
| 16-6-2012                                                              | Calabar                                                                | Nigeria                                                                | 2 – 0                                                                  | Ruanda                                                                 | Qual. Coppa d'Africa 2013                                              | -                                                                      |                                                                        |
| 13-10-2012                                                             | Abuja                                                                  | Nigeria                                                                | 6 – 1                                                                  | Liberia                                                                | Qual. Coppa d'Africa 2013                                              | -                                                                      |                                                                        |
| 15-11-2012                                                             | Caracas                                                                | Venezuela                                                              | 1 – 3                                                                  | Nigeria                                                                | Amichevole                                                             | -                                                                      |                                                                        |
| 9-1-2013                                                               | Faro                                                                   | Capo Verde                                                             | 0 – 0                                                                  | Nigeria                                                                | Amichevole                                                             | -                                                                      | 37’ 83’                                                                |
| 21-1-2013                                                              | Nelspruit                                                              | Nigeria                                                                | 1 – 1                                                                  | Burkina Faso                                                           | Coppa d'Africa 2013 - 1º turno                                         | -                                                                      |                                                                        |
| 25-1-2013                                                              | Nelspruit                                                              | Zambia                                                                 | 1 – 1                                                                  | Nigeria                                                                | Coppa d'Africa 2013 - 1º turno                                         | -                                                                      | 90’                                                                    |
| 29-1-2013                                                              | Rustenburg                                                             | Etiopia                                                                | 0 – 2                                                                  | Nigeria                                                                | Coppa d'Africa 2013 - 1º turno                                         | -                                                                      |                                                                        |
| 3-2-2013                                                               | Rustenburg                                                             | Costa d'Avorio                                                         | 1 – 3                                                                  | Nigeria                                                                | Coppa d'Africa 2013 - Quarti di finale                                 | -                                                                      |                                                                        |
| 6-2-2013                                                               | Durban                                                                 | Mali                                                                   | 1 – 4                                                                  | Nigeria                                                                | Coppa d'Africa 2013 - Semifinale                                       | 1                                                                      |                                                                        |
| 10-2-2013                                                              | Johannesburg                                                           | Nigeria                                                                | 1 – 0                                                                  | Burkina Faso                                                           | Coppa d'Africa 2013 - Finale                                           | -                                                                      |                                                                        |
| 23-3-2013                                                              | Calabar                                                                | Nigeria                                                                | 1 – 1                                                                  | Kenya                                                                  | Qual. Mondiali 2014                                                    | -                                                                      | 34’                                                                    |
| 31-5-2013                                                              | Houston                                                                | Messico                                                                | 2 – 2                                                                  | Nigeria                                                                | Amichevole                                                             | -                                                                      |                                                                        |
| 5-6-2013                                                               | Nairobi                                                                | Kenya                                                                  | 0 – 1                                                                  | Nigeria                                                                | Qual. Mondiali 2014                                                    | -                                                                      |                                                                        |
| 12-6-2013                                                              | Windhoek                                                               | Namibia                                                                | 1 – 1                                                                  | Nigeria                                                                | Qual. Mondiali 2014                                                    | -                                                                      |                                                                        |
| 17-6-2013                                                              | Belo Horizonte                                                         | Tahiti                                                                 | 1 – 6                                                                  | Nigeria                                                                | Conf. Cup 2013 - 1º turno                                              | 2                                                                      |                                                                        |
| 20-6-2013                                                              | Salvador                                                               | Nigeria                                                                | 1 – 2                                                                  | Uruguay                                                                | Conf. Cup 2013 - 1º turno                                              | -                                                                      |                                                                        |
| 23-6-2013                                                              | Fortaleza                                                              | Nigeria                                                                | 0 – 3                                                                  | Spagna                                                                 | Conf. Cup 2013 - 1º turno                                              | -                                                                      |                                                                        |
| 14-8-2013                                                              | Durban                                                                 | Sudafrica                                                              | 0 – 2                                                                  | Nigeria                                                                | Amichevole                                                             | -                                                                      |                                                                        |
| 7-9-2013                                                               | Calabar                                                                | Nigeria                                                                | 2 – 0                                                                  | Malawi                                                                 | Qual. Mondiali 2014                                                    | -                                                                      |                                                                        |
| 10-9-2013                                                              | Kaduna                                                                 | Nigeria                                                                | 4 – 1                                                                  | Burkina Faso                                                           | Amichevole                                                             | -                                                                      | 46’                                                                    |
| 13-10-2013                                                             | Addis Abeba                                                            | Etiopia                                                                | 1 – 2                                                                  | Nigeria                                                                | Qual. Mondiali 2014                                                    | -                                                                      |                                                                        |
| 16-11-2013                                                             | Calabar                                                                | Nigeria                                                                | 2 – 0                                                                  | Etiopia                                                                | Qual. Mondiali 2014                                                    | -                                                                      |                                                                        |
| 6-3-2014                                                               | Georgia Dome                                                           | Messico                                                                | 0 – 0                                                                  | Nigeria                                                                | Amichevole                                                             | -                                                                      |                                                                        |
| 28-5-2014                                                              | Londra                                                                 | Nigeria                                                                | 2 – 2                                                                  | Scozia                                                                 | Amichevole                                                             | -                                                                      |                                                                        |
| 3-6-2014                                                               | Chester                                                                | Grecia                                                                 | 0 – 0                                                                  | Nigeria                                                                | Amichevole                                                             | -                                                                      | 41’                                                                    |
| 6-9-2014                                                               | Abuja                                                                  | Nigeria                                                                | 2 – 3                                                                  | RD del Congo                                                           | Qual. Coppa d'Africa 2015                                              | -                                                                      |                                                                        |
| 10-9-2014                                                              | Città del Capo                                                         | Sudafrica                                                              | 0 – 0                                                                  | Nigeria                                                                | Qual. Coppa d'Africa 2015                                              | -                                                                      |                                                                        |
| 11-10-2014                                                             | Khartum                                                                | Sudan                                                                  | 1 – 0                                                                  | Nigeria                                                                | Qual. Coppa d'Africa 2015                                              | -                                                                      |                                                                        |
| 8-10-2015                                                              | Visé                                                                   | Nigeria                                                                | 0 – 2                                                                  | Rep. del Congo                                                         | Amichevole                                                             | -                                                                      |                                                                        |
| 11-10-2015                                                             | Bruxelles                                                              | Nigeria                                                                | 3 – 0                                                                  | Camerun                                                                | Amichevole                                                             | -                                                                      |                                                                        |
| 13-11-2015                                                             | Lobamba                                                                | eSwatini                                                               | 0 – 0                                                                  | Nigeria                                                                | Qual. Mondiali 2018                                                    | -                                                                      | 86’                                                                    |
| 17-11-2015                                                             | Port Harcourt                                                          | Nigeria                                                                | 2 – 0                                                                  | eSwatini                                                               | Qual. Mondiali 2018                                                    | -                                                                      |                                                                        |
| 29-3-2016                                                              | Alessandria d'Egitto                                                   | Egitto                                                                 | 1 – 0                                                                  | Nigeria                                                                | Qual. Coppa d'Africa 2017                                              | -                                                                      | 46’                                                                    |
| 31-5-2016                                                              | Lussemburgo                                                            | Lussemburgo                                                            | 1 – 3                                                                  | Nigeria                                                                | Amichevole                                                             | -                                                                      |                                                                        |
| 3-9-2016                                                               | Uyo                                                                    | Nigeria                                                                | 1 – 0                                                                  | Tanzania                                                               | Qual. Coppa d'Africa 2017                                              | -                                                                      |                                                                        |
| 9-10-2016                                                              | Ndola                                                                  | Zambia                                                                 | 1 – 2                                                                  | Nigeria                                                                | Qual. Mondiali 2018                                                    | -                                                                      | 90+2’                                                                  |
| 12-11-2016                                                             | Uyo                                                                    | Nigeria                                                                | 3 – 1                                                                  | Algeria                                                                | Qual. Mondiali 2018                                                    | -                                                                      |                                                                        |
| 23-3-2017                                                              | Londra                                                                 | Nigeria                                                                | 1 – 1                                                                  | Senegal                                                                | Amichevole                                                             | -                                                                      | 64’                                                                    |
| 1-6-2017                                                               | Saint-Leu-la-Forêt                                                     | Nigeria                                                                | 3 – 0                                                                  | Togo                                                                   | Amichevole                                                             | -                                                                      | cap. 87’                                                               |
| 10-6-2017                                                              | Uyo                                                                    | Nigeria                                                                | 0 – 2                                                                  | Sudafrica                                                              | Qual. Coppa d'Africa 2019                                              | -                                                                      |                                                                        |
| 1-9-2017                                                               | Uyo                                                                    | Nigeria                                                                | 4 – 0                                                                  | Camerun                                                                | Qual. Mondiali 2018                                                    | -                                                                      |                                                                        |
| 4-9-2017                                                               | Yaoundé                                                                | Camerun                                                                | 1 – 1                                                                  | Nigeria                                                                | Qual. Mondiali 2018                                                    | -                                                                      |                                                                        |
| 7-10-2017                                                              | Uyo                                                                    | Nigeria                                                                | 1 – 0                                                                  | Zambia                                                                 | Qual. Mondiali 2018                                                    | -                                                                      | 79’                                                                    |
| 28-5-2018                                                              | Port Harcourt                                                          | Nigeria                                                                | 1 – 1                                                                  | RD del Congo                                                           | Amichevole                                                             | -                                                                      | 21’ 46’                                                                |
| 6-6-2018                                                               | Schwechat                                                              | Nigeria                                                                | 0 – 1                                                                  | Rep. Ceca                                                              | Amichevole                                                             | -                                                                      | 69’                                                                    |
| Totale                                                                 |                                                                        | Presenze                                                               | 61                                                                     |                                                                        | Reti                                                                   | 3;-1                                                                   |                                                                        |

## Palmarès
- Coppa d'Africa: 1

Sudafrica 2013